# 1451
Portal Geschichte | Portal Biografien | Aktuelle Ereignisse | Jahreskalender | Tagesartikel

◄ |
14. Jahrhundert |
15. Jahrhundert
| 16. Jahrhundert | ►

◄ |
1420er |
1430er |
1440er |
1450er
| 1460er | 1470er | 1480er | ►

◄◄ |
◄ |
1447 |
1448 |
1449 |
1450 |
1451
| 1452 | 1453 | 1454 | 1455 | ► | ►►
Staatsoberhäupter  · Nekrolog
| Januar | Januar | Januar | Januar | Januar | Januar | Januar | Januar |
| Kw     | Mo     | Di     | Mi     | Do     | Fr     | Sa     | So     |
| ------ | ------ | ------ | ------ | ------ | ------ | ------ | ------ |
| 53     |        |        |        |        | 1      | 2      | 3      |
| 1      | 4      | 5      | 6      | 7      | 8      | 9      | 10     |
| 2      | 11     | 12     | 13     | 14     | 15     | 16     | 17     |
| 3      | 18     | 19     | 20     | 21     | 22     | 23     | 24     |
| 4      | 25     | 26     | 27     | 28     | 29     | 30     | 31     |

| Februar | Februar | Februar | Februar | Februar | Februar | Februar | Februar |
| Kw      | Mo      | Di      | Mi      | Do      | Fr      | Sa      | So      |
| ------- | ------- | ------- | ------- | ------- | ------- | ------- | ------- |
| 5       | 1       | 2       | 3       | 4       | 5       | 6       | 7       |
| 6       | 8       | 9       | 10      | 11      | 12      | 13      | 14      |
| 7       | 15      | 16      | 17      | 18      | 19      | 20      | 21      |
| 8       | 22      | 23      | 24      | 25      | 26      | 27      | 28      |

| März | März | März | März | März | März | März | März |
| Kw   | Mo   | Di   | Mi   | Do   | Fr   | Sa   | So   |
| ---- | ---- | ---- | ---- | ---- | ---- | ---- | ---- |
| 9    | 1    | 2    | 3    | 4    | 5    | 6    | 7    |
| 10   | 8    | 9    | 10   | 11   | 12   | 13   | 14   |
| 11   | 15   | 16   | 17   | 18   | 19   | 20   | 21   |
| 12   | 22   | 23   | 24   | 25   | 26   | 27   | 28   |
| 13   | 29   | 30   | 31   |      |      |      |      |

| April | April | April | April | April | April | April | April |
| Kw    | Mo    | Di    | Mi    | Do    | Fr    | Sa    | So    |
| ----- | ----- | ----- | ----- | ----- | ----- | ----- | ----- |
| 13    |       |       |       | 1     | 2     | 3     | 4     |
| 14    | 5     | 6     | 7     | 8     | 9     | 10    | 11    |
| 15    | 12    | 13    | 14    | 15    | 16    | 17    | 18    |
| 16    | 19    | 20    | 21    | 22    | 23    | 24    | 25    |
| 17    | 26    | 27    | 28    | 29    | 30    |       |       |

| Mai | Mai | Mai | Mai | Mai | Mai | Mai | Mai |
| Kw  | Mo  | Di  | Mi  | Do  | Fr  | Sa  | So  |
| --- | --- | --- | --- | --- | --- | --- | --- |
| 17  |     |     |     |     |     | 1   | 2   |
| 18  | 3   | 4   | 5   | 6   | 7   | 8   | 9   |
| 19  | 10  | 11  | 12  | 13  | 14  | 15  | 16  |
| 20  | 17  | 18  | 19  | 20  | 21  | 22  | 23  |
| 21  | 24  | 25  | 26  | 27  | 28  | 29  | 30  |
| 22  | 31  |     |     |     |     |     |     |

| Juni | Juni | Juni | Juni | Juni | Juni | Juni | Juni |
| Kw   | Mo   | Di   | Mi   | Do   | Fr   | Sa   | So   |
| ---- | ---- | ---- | ---- | ---- | ---- | ---- | ---- |
| 22   |      | 1    | 2    | 3    | 4    | 5    | 6    |
| 23   | 7    | 8    | 9    | 10   | 11   | 12   | 13   |
| 24   | 14   | 15   | 16   | 17   | 18   | 19   | 20   |
| 25   | 21   | 22   | 23   | 24   | 25   | 26   | 27   |
| 26   | 28   | 29   | 30   |      |      |      |      |

| Juli | Juli | Juli | Juli | Juli | Juli | Juli | Juli |
| Kw   | Mo   | Di   | Mi   | Do   | Fr   | Sa   | So   |
| ---- | ---- | ---- | ---- | ---- | ---- | ---- | ---- |
| 26   |      |      |      | 1    | 2    | 3    | 4    |
| 27   | 5    | 6    | 7    | 8    | 9    | 10   | 11   |
| 28   | 12   | 13   | 14   | 15   | 16   | 17   | 18   |
| 29   | 19   | 20   | 21   | 22   | 23   | 24   | 25   |
| 30   | 26   | 27   | 28   | 29   | 30   | 31   |      |

| August | August | August | August | August | August | August | August |
| Kw     | Mo     | Di     | Mi     | Do     | Fr     | Sa     | So     |
| ------ | ------ | ------ | ------ | ------ | ------ | ------ | ------ |
| 30     |        |        |        |        |        |        | 1      |
| 31     | 2      | 3      | 4      | 5      | 6      | 7      | 8      |
| 32     | 9      | 10     | 11     | 12     | 13     | 14     | 15     |
| 33     | 16     | 17     | 18     | 19     | 20     | 21     | 22     |
| 34     | 23     | 24     | 25     | 26     | 27     | 28     | 29     |
| 35     | 30     | 31     |        |        |        |        |        |

| September | September | September | September | September | September | September | September |
| Kw        | Mo        | Di        | Mi        | Do        | Fr        | Sa        | So        |
| --------- | --------- | --------- | --------- | --------- | --------- | --------- | --------- |
| 35        |           |           | 1         | 2         | 3         | 4         | 5         |
| 36        | 6         | 7         | 8         | 9         | 10        | 11        | 12        |
| 37        | 13        | 14        | 15        | 16        | 17        | 18        | 19        |
| 38        | 20        | 21        | 22        | 23        | 24        | 25        | 26        |
| 39        | 27        | 28        | 29        | 30        |           |           |           |

| Oktober | Oktober | Oktober | Oktober | Oktober | Oktober | Oktober | Oktober |
| Kw      | Mo      | Di      | Mi      | Do      | Fr      | Sa      | So      |
| ------- | ------- | ------- | ------- | ------- | ------- | ------- | ------- |
| 39      |         |         |         |         | 1       | 2       | 3       |
| 40      | 4       | 5       | 6       | 7       | 8       | 9       | 10      |
| 41      | 11      | 12      | 13      | 14      | 15      | 16      | 17      |
| 42      | 18      | 19      | 20      | 21      | 22      | 23      | 24      |
| 43      | 25      | 26      | 27      | 28      | 29      | 30      | 31      |

| November | November | November | November | November | November | November | November |
| Kw       | Mo       | Di       | Mi       | Do       | Fr       | Sa       | So       |
| -------- | -------- | -------- | -------- | -------- | -------- | -------- | -------- |
| 44       | 1        | 2        | 3        | 4        | 5        | 6        | 7        |
| 45       | 8        | 9        | 10       | 11       | 12       | 13       | 14       |
| 46       | 15       | 16       | 17       | 18       | 19       | 20       | 21       |
| 47       | 22       | 23       | 24       | 25       | 26       | 27       | 28       |
| 48       | 29       | 30       |          |          |          |          |          |

| Dezember | Dezember | Dezember | Dezember | Dezember | Dezember | Dezember | Dezember |
| Kw       | Mo       | Di       | Mi       | Do       | Fr       | Sa       | So       |
| -------- | -------- | -------- | -------- | -------- | -------- | -------- | -------- |
| 48       |          |          | 1        | 2        | 3        | 4        | 5        |
| 49       | 6        | 7        | 8        | 9        | 10       | 11       | 12       |
| 50       | 13       | 14       | 15       | 16       | 17       | 18       | 19       |
| 51       | 20       | 21       | 22       | 23       | 24       | 25       | 26       |
| 52       | 27       | 28       | 29       | 30       | 31       |          |          |

| Januar | Januar | Januar | Januar | Januar | Januar | Januar | Januar |
| Kw     | Mo     | Di     | Mi     | Do     | Fr     | Sa     | So     |
| ------ | ------ | ------ | ------ | ------ | ------ | ------ | ------ |
| 53     |        |        |        |        | 1      | 2      | 3      |
| 1      | 4      | 5      | 6      | 7      | 8      | 9      | 10     |
| 2      | 11     | 12     | 13     | 14     | 15     | 16     | 17     |
| 3      | 18     | 19     | 20     | 21     | 22     | 23     | 24     |
| 4      | 25     | 26     | 27     | 28     | 29     | 30     | 31     |

| Februar | Februar | Februar | Februar | Februar | Februar | Februar | Februar |
| Kw      | Mo      | Di      | Mi      | Do      | Fr      | Sa      | So      |
| ------- | ------- | ------- | ------- | ------- | ------- | ------- | ------- |
| 5       | 1       | 2       | 3       | 4       | 5       | 6       | 7       |
| 6       | 8       | 9       | 10      | 11      | 12      | 13      | 14      |
| 7       | 15      | 16      | 17      | 18      | 19      | 20      | 21      |
| 8       | 22      | 23      | 24      | 25      | 26      | 27      | 28      |

| März | März | März | März | März | März | März | März |
| Kw   | Mo   | Di   | Mi   | Do   | Fr   | Sa   | So   |
| ---- | ---- | ---- | ---- | ---- | ---- | ---- | ---- |
| 9    | 1    | 2    | 3    | 4    | 5    | 6    | 7    |
| 10   | 8    | 9    | 10   | 11   | 12   | 13   | 14   |
| 11   | 15   | 16   | 17   | 18   | 19   | 20   | 21   |
| 12   | 22   | 23   | 24   | 25   | 26   | 27   | 28   |
| 13   | 29   | 30   | 31   |      |      |      |      |

| April | April | April | April | April | April | April | April |
| Kw    | Mo    | Di    | Mi    | Do    | Fr    | Sa    | So    |
| ----- | ----- | ----- | ----- | ----- | ----- | ----- | ----- |
| 13    |       |       |       | 1     | 2     | 3     | 4     |
| 14    | 5     | 6     | 7     | 8     | 9     | 10    | 11    |
| 15    | 12    | 13    | 14    | 15    | 16    | 17    | 18    |
| 16    | 19    | 20    | 21    | 22    | 23    | 24    | 25    |
| 17    | 26    | 27    | 28    | 29    | 30    |       |       |

| Mai | Mai | Mai | Mai | Mai | Mai | Mai | Mai |
| Kw  | Mo  | Di  | Mi  | Do  | Fr  | Sa  | So  |
| --- | --- | --- | --- | --- | --- | --- | --- |
| 17  |     |     |     |     |     | 1   | 2   |
| 18  | 3   | 4   | 5   | 6   | 7   | 8   | 9   |
| 19  | 10  | 11  | 12  | 13  | 14  | 15  | 16  |
| 20  | 17  | 18  | 19  | 20  | 21  | 22  | 23  |
| 21  | 24  | 25  | 26  | 27  | 28  | 29  | 30  |
| 22  | 31  |     |     |     |     |     |     |

| Juni | Juni | Juni | Juni | Juni | Juni | Juni | Juni |
| Kw   | Mo   | Di   | Mi   | Do   | Fr   | Sa   | So   |
| ---- | ---- | ---- | ---- | ---- | ---- | ---- | ---- |
| 22   |      | 1    | 2    | 3    | 4    | 5    | 6    |
| 23   | 7    | 8    | 9    | 10   | 11   | 12   | 13   |
| 24   | 14   | 15   | 16   | 17   | 18   | 19   | 20   |
| 25   | 21   | 22   | 23   | 24   | 25   | 26   | 27   |
| 26   | 28   | 29   | 30   |      |      |      |      |

| Juli | Juli | Juli | Juli | Juli | Juli | Juli | Juli |
| Kw   | Mo   | Di   | Mi   | Do   | Fr   | Sa   | So   |
| ---- | ---- | ---- | ---- | ---- | ---- | ---- | ---- |
| 26   |      |      |      | 1    | 2    | 3    | 4    |
| 27   | 5    | 6    | 7    | 8    | 9    | 10   | 11   |
| 28   | 12   | 13   | 14   | 15   | 16   | 17   | 18   |
| 29   | 19   | 20   | 21   | 22   | 23   | 24   | 25   |
| 30   | 26   | 27   | 28   | 29   | 30   | 31   |      |

| August | August | August | August | August | August | August | August |
| Kw     | Mo     | Di     | Mi     | Do     | Fr     | Sa     | So     |
| ------ | ------ | ------ | ------ | ------ | ------ | ------ | ------ |
| 30     |        |        |        |        |        |        | 1      |
| 31     | 2      | 3      | 4      | 5      | 6      | 7      | 8      |
| 32     | 9      | 10     | 11     | 12     | 13     | 14     | 15     |
| 33     | 16     | 17     | 18     | 19     | 20     | 21     | 22     |
| 34     | 23     | 24     | 25     | 26     | 27     | 28     | 29     |
| 35     | 30     | 31     |        |        |        |        |        |

| September | September | September | September | September | September | September | September |
| Kw        | Mo        | Di        | Mi        | Do        | Fr        | Sa        | So        |
| --------- | --------- | --------- | --------- | --------- | --------- | --------- | --------- |
| 35        |           |           | 1         | 2         | 3         | 4         | 5         |
| 36        | 6         | 7         | 8         | 9         | 10        | 11        | 12        |
| 37        | 13        | 14        | 15        | 16        | 17        | 18        | 19        |
| 38        | 20        | 21        | 22        | 23        | 24        | 25        | 26        |
| 39        | 27        | 28        | 29        | 30        |           |           |           |

| Oktober | Oktober | Oktober | Oktober | Oktober | Oktober | Oktober | Oktober |
| Kw      | Mo      | Di      | Mi      | Do      | Fr      | Sa      | So      |
| ------- | ------- | ------- | ------- | ------- | ------- | ------- | ------- |
| 39      |         |         |         |         | 1       | 2       | 3       |
| 40      | 4       | 5       | 6       | 7       | 8       | 9       | 10      |
| 41      | 11      | 12      | 13      | 14      | 15      | 16      | 17      |
| 42      | 18      | 19      | 20      | 21      | 22      | 23      | 24      |
| 43      | 25      | 26      | 27      | 28      | 29      | 30      | 31      |

| November | November | November | November | November | November | November | November |
| Kw       | Mo       | Di       | Mi       | Do       | Fr       | Sa       | So       |
| -------- | -------- | -------- | -------- | -------- | -------- | -------- | -------- |
| 44       | 1        | 2        | 3        | 4        | 5        | 6        | 7        |
| 45       | 8        | 9        | 10       | 11       | 12       | 13       | 14       |
| 46       | 15       | 16       | 17       | 18       | 19       | 20       | 21       |
| 47       | 22       | 23       | 24       | 25       | 26       | 27       | 28       |
| 48       | 29       | 30       |          |          |          |          |          |

| Dezember | Dezember | Dezember | Dezember | Dezember | Dezember | Dezember | Dezember |
| Kw       | Mo       | Di       | Mi       | Do       | Fr       | Sa       | So       |
| -------- | -------- | -------- | -------- | -------- | -------- | -------- | -------- |
| 48       |          |          | 1        | 2        | 3        | 4        | 5        |
| 49       | 6        | 7        | 8        | 9        | 10       | 11       | 12       |
| 50       | 13       | 14       | 15       | 16       | 17       | 18       | 19       |
| 51       | 20       | 21       | 22       | 23       | 24       | 25       | 26       |
| 52       | 27       | 28       | 29       | 30       | 31       |          |          |

## Ereignisse

### Politik und Weltgeschehen

#### Heiliges Römisches Reich
- 27. Januar: Im Sächsischen Bruderkrieg schließen Kurfürst Friedrich II. und Herzog Wilhelm III. nach fünf Jahren Frieden in Naumburg. Die Altenburger Teilung der wettinischen Gesamtlande ist nunmehr von beiden akzeptiert.
- 14. Oktober: Die Ober- und Niederösterreichischen Stände schließen unter der Führung von Ulrich von Eyczing auf Schloss Mailberg im Weinviertel den Mailberger Bund gegen Herzog Friedrich V. Die rund 250 Unterzeichner fordern die Freigabe des unter Friedrichs Vormundschaft stehenden Thronerben Ladislaus Postumus und wollen damit gleichzeitig ihren eigenen Einfluss erweitern.
- Die Fürstabtei St. Gallen wird Zugewandter Ort der Eidgenossenschaft.

#### Weitere Ereignisse in Europa
- 31. Juli: Jacques Cœur, der Finanzier des französischen Königs Karl VII., wird am Hofe festgenommen, sein Vermögen mit Beschlag belegt. Der Kaufmann wird beschuldigt, die königliche Mätresse Agnès Sorel mit Gift getötet zu haben, was sich später als Intrige erweist.

Karte zum Navarresischen Bürgerkrieg

- Karl von Viana begehrt gegen seinen Vater Johann von Aragón auf, der die Macht in Navarra nach dem Tod seiner Gattin Blanka an sich gerissen hat. Im beginnenden Navarresischen Bürgerkrieg steht die Partei der Beaumonteses auf der Seite Karls, während jene der Agramonteses Karls Vater Johann unterstützt. Karl belagert Johanns zweite Ehefrau Juana Enríquez in Estella, nachdem diese sich in die internen politischen Angelegenheiten des Landes eingeschaltet hat. Trotz der Unterstützung durch Johann II. von Kastilien unterliegt Karl aber noch im Herbst in der Schlacht bei Aibar. Er gerät in eine fast zweijährige Gefangenschaft.

#### Osmanisches Reich
- 3. Februar: Nach dem Tod von Sultan Murad II. übernimmt sein Sohn Mehmed II., der spätere Eroberer Konstantinopels, die Macht im Osmanischen Reich. Am 18. Februar wird er inthronisiert. Ob die Herrschaftsübernahme völlig reibungslos verläuft, lässt sich nicht abschließend beantworten. Während der byzantinische Geschichtsschreiber Laonikos Chalkokondyles über einen letztlich vom Großwesir verhinderten Aufstand (der Janitscharen?) berichtet, findet sich in osmanischen Chroniken kein Hinweis auf derartige Unruhen.

#### Urkundliche Ersterwähnungen
- St. Antönien und Hohenbocka werden erstmals urkundlich erwähnt.

### Wirtschaft
- 30. Mai: Mit der Chemnitzer Bleichordnung verbietet Kurfürst Friedrich II. von Sachsen die Ausfuhr ungebleichter Textilien. Außerdem wird die Ausfuhr von Flachs, Garn und ungebleichter Leinwand aus dem meißnischen Gebiet verboten.
- Der Judenkopfgroschen, der zu großem Durcheinander im Handel geführt hat, wird in Kursachsen nach sieben Jahren wieder aufgegeben.
- Die Brauerei Sigwart wird gegründet.

### Wissenschaft und Technik
- Die Universität von Glasgow wird aufgrund eines Vorschlages von König James II. von Papst Nikolaus V. gegründet. Es handelt sich um die zweitälteste Universität Schottlands und die viertälteste in Großbritannien.

### Kultur

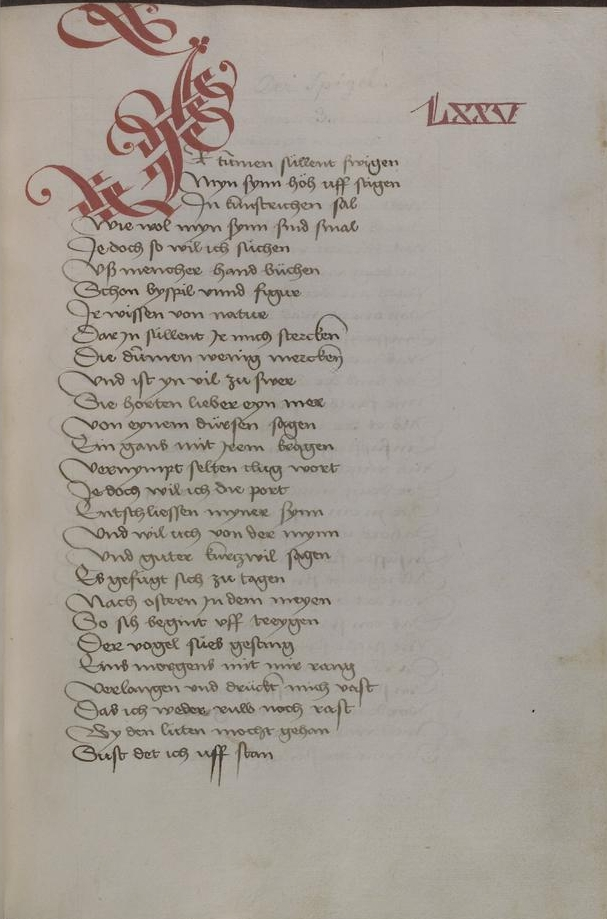
Des Spiegels Abenteuer, 1. Seite (Cod. Pal. germ. 313, Seite 75r).

- 1451/1453: Hermann von Sachsenheim verfasst die Minnerede Des Spiegels Abenteuer.

### Religion
- Papst Nikolaus V. löst das Patriarchat von Grado auf und richtet an seiner Stelle zusammen mit den Bistümern Castello und Venedig das Patriarchat von Venedig ein.

## Geboren

### Geburtsdatum gesichert
- 01. Januar: John Radcliffe, 9. Baron FitzWalter, englischer Adeliger und Politiker († 1496)
- 14. Januar: Franchinus Gaffurius, italienischer Kapellmeister, Komponist und Musiktheoretiker der Renaissance († 1522)
- 17. Februar: Raffaello Maffei, italienischer Theologe und Humanist († 1522)
- 22. April: Isabella I., Königin von Kastilien († 1504)
- 02. Mai: René II., Herzog von Lothringen († 1508)
- 17. Mai: Engelbert II., Graf von Nassau-Breda, Herr von Diest, Roosendaal, Nispen und Wouw († 1504)
- 10. Juli: Jakob III., König von Schottland († 1488)
- 05. September: Isabella Neville, älteste Tochter von Richard Neville, 16. Earl of Warwick († 1476)
- 01. November: Wolfgang von Bayern, bayrischer Prinz aus dem Hause Wittelsbach († 1514)
- 29. November: Elisabeth von Brandenburg-Ansbach, Herzogin von Württemberg († 1524)

### Genaues Geburtsdatum unbekannt
- Balthasar, Herzog zu Mecklenburg, Koadjutor bzw. Administrator des Stifts Hildesheim und des Stifts Schwerin († 1507)
- William Boleyn, englischer Adeliger und High Sheriff of Kent († 1505)
- Claudine Grimaldi, Herrin von Monaco († 1515)
- Juan Rodríguez de Fonseca, spanischer Diplomat und Staatsmann, Bischof von Burgos († 1524)
- Matthäus Landauer, Nürnberger Kaufmann († 1515)
- Nicolás de Ovando, spanischer Soldat und Gouverneur von Hispaniola († 1511)
- René de Prie, französischer Kardinal († 1519)
- Kemal Reis, osmanischer Pirat, Admiral und Kartograf († 1511)
- Pierre I. de Rohan, französischer Adeliger, Diplomat und Berater dreier französischer Könige, Marschall von Frankreich († 1513)
- Mohammed Scheibani, Begründer und Khan des Usbeken-Khanats († 1510)
- Scholastica von Anhalt, Äbtissin des freien weltlichen Stiftes Gernrode und Frose († 1504)
- Friedrich II. von Zollern, Bischof von Augsburg († 1505)

### Geboren um 1451
- 1435/45/51: Nikolaus Meyer zum Pfeil, Basler Großrat und Ratsschreiber, Schultheiß in Mülhausen, Humanist und Schriftsteller († 1500)
- Christoph Kolumbus, Seefahrer und Entdecker aus Genua († 1506)
- Gonçalo Coelho, portugiesischer Entdecker († 1512)
- 1451/52/54: Amerigo Vespucci, Florentiner Kaufmann, Seefahrer, Navigator und Entdecker († 1512)

## Gestorben

### Todesdatum gesichert
- 05. Januar: Friedrich zu Rhein, Fürstbischof von Basel
- 07. Januar: Felix V., letzter katholischer Gegenpapst (* 1383)
- 11. Januar: Wilhelm (III.) von Raron, Fürstbischof von Sitten (* um 1407)
- 02. Februar: Hermann von Harras, meißnischer Feldhauptmann (* um 1400)
- 03. Februar: Murad II., Sultan des Osmanischen Reiches (* 1404)
- 15. April: Johannes Hoffmann von Schweidnitz, römisch-katholischer Theologe, Rektor der Universitäten Prag und Leipzig sowie Bischof von Meißen (* um 1375)
- 24. Juni: Leonhard von Laiming, Fürstbischof der Passau (* 1381)
- 26. Juni: Reinhard II., Graf von Hanau (* um 1369)
- 11. Juli: Barbara von Cilli, zweite Frau des Kaisers Sigismund von Luxemburg (* um 1390)
- 03. August: Elisabeth von Görlitz, Herzogin von Luxemburg (* 1390)
- 22. September: Joachim, Herzog von Pommern-Stettin (* nach 1424)
- 10. Oktober: Astorgio Agnesi, Erzbischof von Benevent und Kardinal (* 1389)

### Genaues Todesdatum unbekannt
- Karwoche: Thomas Kerkring, Ratsherr der Hansestadt Lübeck
- zw. 15. und 19. Dezember: Barnim VIII., Herzog von Pommern-Wolgast-Barth (* 1405/1407)
- zw. 21. Juli und 20. Dezember: Barnim VII., Herzog von Pommern-Wolgast, Fürst von Gützkow (* 1403/1405)
- Johann Bere, Kaufmann und Bürgermeister von Lübeck
- Stefan Lochner, deutscher Maler (* um 1400/1410)
- Ulrich Nenninger, Bürgermeister von Heilbronn
- Nerio II. Acciaiuoli, Herzog von Athen
- Sabel Siegfried der Ältere, Ratsherr und Bürgermeister von Stralsund

### Gestorben um 1451
- John Lydgate, englischer Mönch und Dichter (* um 1370)